# Roman Malinowski
Roman Malinowski, född 12 augusti 1918 i Lwów, i dåvarande Polen, död 25 augusti 2016 i Annedals distrikt, var en polsk-svensk ingenjör och professor i byggnadsmateriallära vid Chalmers tekniska högskola i Göteborg. Malinowski växte upp i Tarnów, men återvände till sin födelsestad för att studera vid Lwóws universitet.
På Chalmers engagerade han sig i undersökningar och utveckling av olika egenskaper hos betong, och fick under flera år på 1960-talet anslag från Statens råd för byggnadsforskning för sitt arbete.
Malinowski var även gästprofessor vid Wasedauniversitetet i Tokyo vid två tillfällen under 1970- och 1980-talet.
Malinowski har även undersökt olika historiska byggnadsmaterial, varav en del betongliknande, från flera tusen år gamla konstruktioner och beskrivit deras uppbyggnad och egenskaper.
1999 mottog Malinowski Frontinus-medaljen för sina samlade vetenskapliga verk. Sällskapet framhöll att han haft en betydande publicering inom betongteknologin, där han på senare tid intresserat sig betongen under antiken, samt att "Det är honom vi har att tacka för att vi har kunnat datera de äldsta av dessa byggnadsmaterial till 7000-talet före Kristus." Frontinus-sällskapet främjar forskning inom vattenbyggnadskonst och har sitt namn efter Frontinus(en) (35–103 e.k.) som var en romersk statsman, ingenjör och författare som administrerade staden Roms vattenledningar. 
Han var från 1941 gift med journalisten och bibliotekarien Maria Malinowski (1917–1999).